# شور ماهي (مقاطعة دهلران)
شور ماهي (بالفارسية: شور ماهی) هي قرية تقع في قسم اناران الريفي (مقاطعة دهلران) في إيران. يقدر عدد سكانها بـ 119 نسمة بحسب إحصاء 2016.